# عامل الفوعة

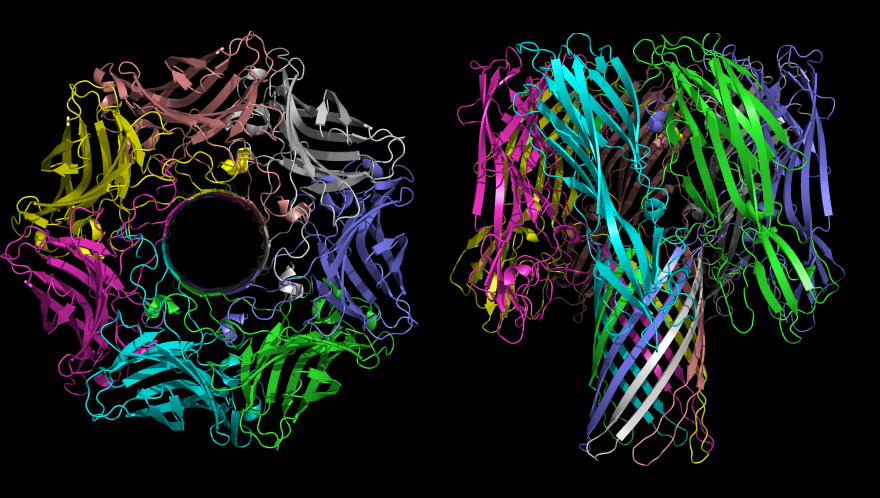

عوامل الفَوْعَة أو الضراوة (بالإنجليزية: Virulence factors) جزيئات توجد في أو تفرزها بكتيريا أو فيروس أو فطر أو الأَوَاليٌّ الحَيَوَانِيّ (بالإنجليزية: Protozoa) الممرض التي تسمح لهم بتحقيق التالي :
- تكوين المستعمرات
- مراوغة الجهاز المناعي ومقاومتة
- تثبيط مناعة الجسم
- دخول الخلايا والخروج منها (إذا كان بكتيريا داخلة الخلايا)
- أخذ الغذاء من المضيف

عوامل الضراوة تكون عادةً مسوؤلة عن حدوث الأمراض في جسم المضيف لأنها تعطل وظائف معينة المضيف.
الكائن الممرض يحتوي على العديد من عوامل الضراوة منها ما هو داخلي كالكبسولة أو الذيفان الداخلي (بالإنجليزية: Endotoxin) بينما آخرون يحصلون عليها من البلازميد (بالإنجليزية: Plasmids) (بعض الذيفانات).
تكون أغلب عوامل الضراوة ذيفانات بكتيرية. وهي تقسم ال مجموعتين: ذيفانات داخية وذيفانات خارجية (بالإنجليزية: Exotoxins). عَديدُ السَّكاريدِ الشَّحْمِيّ (بالإنجليزية: Lipopolysaccharides) يكون عبارة عن نموذج أولي للذيفان الداخلي. عَديدُ السَّكاريدِ الشَّحْمِيّ يعتبر جزء من تركيب الجدار الخلوي للبكتيريا سلبية الغرام. يكون الشحم (بالإنجليزية: lipid) الجزء الذي يملك خصائص الذيفان. عَديدُ السَّكاريدِ الشَّحْمِيّ يعتبر مستضدًا قويًا يحفز المناعة تحفيزياً شديداً. جزء من الاستجابة المناعية (الحَرائِكُ الخَلَوِيَّة) (بالإنجليزية: Cytokines) تفرز وتسبب الحمى واعراض أخرى تظهر وقت العدوى. إذا كانت كمية عَديدُ السَّكاريدِ الشَّحْمِيّ فيوجد احتمال حدوث صَدْمَةٌ إِنْتانِيَّة ومن الممكن ان تؤدي إلى الوفاة.الذيفانات الخارجية تكون نشيطة الإفراز عبر البكتيريا. أهم الذيفانات الخارجية يكون ذيفان مرض الكزاز (بالإنجليزية: Tetanospasmin) والمفرز من المطثية كزازية والبوتوكس المفرز من المطثية التسممية. وكذالك أيضا إشريكية قولونية والفيبرو كوليرا والمِطَثِّيَّةُ الحاطِمَة.
تفرز الذيفان أيضا عن طريق بعض الفطريات. هذه الذيفانات تسمى ذيفانات فطرية (بالإنجليزية: Mycotoxins). من أخطر أنواع الفطيرات إفرازا للذيفان تكون الرشاشيات (بالإنجليزية: Aspergillus) وتسبب ضرر للكبد.
مجموعة أخرى من عوامل الضراوة يكون بتكسير الأجسام المضادة. هذه الأجسام المضادة لها دور كبير في قتل هذه الكائنات الممرضة. بعض البكتيريا كالعِقْديّة المقيِّحة والزائفة الزنجارية والعنقودية الذهبية تفرز أنزيمات تسبب ضررًا للأنسجة. فمثلا إنزيم هيالورينيديز (بالإنجليزية: Hyaluronidase) الذي يحلل الأنسجة الضامة والدنايز (بالإنجليزية: DNAses) الذي يحلل الدنا وأيضا إنزيم الحالة الدموية (بالإنجليزية: Hemolysins).
الكبسولة مكونة من السكريات، وتكون موجودة على التركيب الخارجي لبعض البكتيريا النيسرية السحائية. الكبسولة تثبط عملية البلع عبر الخلايا البالعة (خلايا الدم البيضاء).

## أمثلة
العنقودية ذهبية لديها هيالورينيديز ومكسر البروتين (بالإنجليزية: Protease) وذيفان معدي (بالإنجليزية: Enterotoxins) وكواغيوليز (بالإنجليزية: Coagulase) ولايبز (بالإنجليزية: Lipases) ودينايز (بالإنجليزية: Deoxyribonucleases).
العقدية المقيحة  لديها كبسولة مكونة من حمض هيالورينك (بالإنجليزية: Hyaluronic acid) وام بروتين (بالإنجليزية: M protein) وإنزيم الحالة الدموية (بالإنجليزية: Streptolysin) وبايو فيلم (بالإنجليزية: Biofilm).